# Theo Hartogh
Theo Hartogh (geb. 1957 in Cloppenburg) ist ein deutscher Musikpädagoge, Musikwissenschaftler und Mitbegründer der Musikgeragogik.

## Leben und Werk
Theo Hartogh studierte von 1977 bis 1984 Schulmusik, Klavier, Musikwissenschaft und Biologie für das Lehramt in Hannover und Hamburg. Nach dem Referendariat war er von 1984 bis 1993 als Lehrer in Vechta tätig und leitete von 1987 bis 1998 den Philharmonischen Chor Quakenbrück. 1998 promovierte er zum Dr. phil. an der Technischen Universität Chemnitz mit dem Thema Musikalische Förderung geistig behinderter Menschen.
Von 1993 bis 2005 war er Professor für Musik und Musikpädagogik und bis 2005 letzter Prorektor an der Katholischen Fachhochschule Norddeutschland. Nach seiner Habilitation an der Universität Leipzig wurde er 2005 als Professor für Musikpädagogik und historische Musikwissenschaft an die Universität Vechta berufen.
Mit seiner Habilitation zur Musikgeragogik legte er die erste umfassende wissenschaftliche Arbeit des sich neu etablierenden Fachgebiets der Musikgeragogik vor. Er ist maßgeblich beteiligt an der Entwicklung der Musik- und Kulturgeragogik und war von 2009 bis 2024 zweiter Vorsitzender der Deutschen Gesellschaft für Musikgeragogik e.V.

## Veröffentlichungen (Auswahl)
- mit Hans Hermann Wickel: (Hrsg.): Musikgeragogik in der Praxis. Alteneinrichtungen und Pflegeheime. Waxmann, Münster 2020, ISBN 978-3-8309-4208-5.
- mit Hans Hermann Wickel: Musikgeragogik in der Praxis. Musikinstitutionen und freie Szene. Waxmann, Münster 2019, ISBN 978-3-8309-4084-5.
- mit Hans Hermann Wickel: Handbuch Musik in der Sozialen Arbeit. Neuausgabe. Beltz Juventa, Weinheim und Basel 2019, ISBN 3-7799-3136-2.
- mit Almuth Fricke (Hrsg.): Forschungsfeld Kulturgeragogik – Research in Cultural Geragogy. kopaed, München 2016, ISBN 978-3-86736-452-2.
- mit Hans Hermann Wickel: Praxishandbuch Musizieren im Alter. Schott Music, Mainz 2011, ISBN 978-3-7957-8747-9.
- mit Hans Hermann Wickel: Musizieren im Alter. Schott Music, Mainz 2008, ISBN 978-3-7957-8733-2.
- mit Hans Hermann Wickel: Musik und Hörschäden: Grundlagen für Prävention und Intervention in sozialen Berufsfeldern. Juventa, Weinheim 2006, ISBN 978-3-7799-1951-3.
- Musikgeragogik – ein bildungstheoretischer Entwurf. Musikalische Altenbildung im Schnittfeld von Musikpädagogik und Geragogik. (Habilitation) Wißner Verlag, Augsburg 2005, ISBN 3-89639-475-4.
- Musikalische Förderung geistig behinderter Menschen. Theorie und praktische Beispiele eines ganzheitlich-ökologischen Ansatzes. (Dissertation) Luchterhand, Neuwied 1998.